# 17143 Andrewbrinton
17143 Andrewbrinton è un asteroide della fascia principale. Scoperto nel 1999, presenta un'orbita caratterizzata da un semiasse maggiore pari a 3,045810 UA e da un'eccentricità di 0,069041, inclinata di 9,633468° rispetto all'eclittica.